# Telimar Palermo
Il Telimar Palermo è una società di pallanuoto maschile con sede a Palermo.

## Storia
Il Circolo Nautico Telimar Palermo nasce nel 1988, all'Addaura, piccola frazione litoranea a sud-est di Mondello. 
Nello stesso anno avvia l’attività della sezione della pallanuoto.
Nel 1998 ottiene la prima promozione in Serie A1 della sua storia (ottenendo il primo posto nel Girone Sud e vincendo la finale playoff contro il Bogliasco 1951), retrocedendo dopo appena una stagione dopo aver perso i play-out.
La società siciliana vince però immediatamente il campionato di Serie A2 1999-2000
tornando subito nella massima serie.
Dopo aver disputato sei campionati consecutivi di Serie A1, i palermitani retrocedono in Serie A2 nel 2006, dopo aver perso la finale dei play-out contro il Bogliasco 1951.
Segue un breve declino che porta i palermitani alla retrocessione in Serie B nel 2008 dopo la sconfitta ai play-out contro il Modena.
Tornati nel 2010 in Serie A2, i siciliani sfiorano più volte la promozione in Serie A1.
In particolar modo nel campionato di Serie A2 2011-2012, i siciliani sono stati sconfitti in finale ai playoff contro la Lazio. 
Nel 2019 il club dell’Addaura, allenato da Ivano Quartuccio, torna in Serie A1 dopo tredici anni di assenza.
Decisive le vittorie ai playoff contro Bologna (in semifinale) e Rari Nantes Camogli in finale.
Nella stagione 2020/2021 i palermitani ottengono, per la prima volta nella loro storia, l’accesso alla “Final Four” di Coppa Italia e ai play-off scudetto in campionato.
Nel corso della “Final Four” di Coppa Italia, disputatasi a Palermo il 4 e il 5 maggio 2021, il Telimar viene eliminato in semifinale dalla Pro Recco.
Tuttavia, battendo ai rigori l’Ortigia nella finale per il terzo posto, i palermitani ottengono una storica medaglia di bronzo. Nel corso dei playoff-scudetto il Telimar viene sconfitto dal Brescia in semifinale e dal Savona nella finale per il terzo posto. I siciliani, grazie al quarto posto (miglior piazzamento di sempre), ottengono la qualificazione in LEN Euro Cup (prima qualificazione europea nella storia del club).
Nel 2022 il Telimar è finalista in Coppa LEN, perdendo contro il CN Sabadell. Nonostante la vittoria per 9-7 nella finale di andata, i siciliani perdono 11-5 in Catalogna.
Nel corso della sua storia ha partecipato a 13 campionati di Serie A1 (disputando due volte le semifinali scudetto). In ambito internazionale, ha partecipato tre volte alla Euro Cup.

## Allenatori e Presidenti

### Allenatori
Di seguito la cronologia degli allenatori che si sono susseguiti negli anni.
- 1988-1992  ...
- 1992-1995  Zoran Mustur
- 1996-1999  Sergio Afric
- 1999-2000  Gaetano Occhione
- 2000-2001  Ivan Milardovic
 Ferdinando Pesci
- 2001-2002  William Salomoni
- 2002-2004  Ferdinando Pesci
- 2004-2008  Sergio Afric
- 2009-2012  Gaetano Occhione
- 2012-2014  Ivano Quartuccio
- 2014-2015  Filippo Puleo
 Ivano Quartuccio
- 2015-2016  Ivano Quartuccio
- 2016-2017  Vittorio Schimmenti
- 2017-2018  Antonio Piccione
 Ivano Quartuccio
- 2018-2019  Zoran Mustur
 Ivano Quartuccio
- 2019-2020  Ivano Quartuccio
 Pierluigi Formiconi
- 2020-oggi  Marco Baldineti

### Presidenti
Di seguito la cronologia dei presidenti che si sono susseguiti negli anni.
- 1988-1994  Marcello Giliberti
- 1994-2008  Sergio Scibilia
- 2008-oggi  Marcello Giliberti

## Statistiche e record

### Partecipazione ai campionati

#### Maschile
| Livello  | Categoria | Partecipazioni | Debutto   | Ultima stagione | Totale |
| -------- | --------- | -------------- | --------- | --------------- | ------ |
| 1º       |           |                |           |                 |        |
| Serie A1 | 13        | 1998-1999      | 2024-2025 | 13              |        |
| 2º       |           |                |           |                 |        |
| Serie A2 | 16        | 1994-1995      | 2018-2019 | 16              |        |
| 3º       | Serie B   | 6              | 1990-1991 | 2009-2010       | 6      |

### Partecipazione alle coppe internazionali
| Competizione | Partecipazioni | Debutto   | Ultima stagione | Totale |
| ------------ | -------------- | --------- | --------------- | ------ |
| Euro Cup     | 3              | 2021-2022 | 2023-2024       | 3      |

### Statistiche di squadra
Il Telimar Palermo viene classificato, considerando il numero per partecipazioni a campionati di massima serie, la terza squadra di pallanuoto esistente nel panorama isolano dopo la Nuoto Catania ed il Circolo Canottieri Ortigia.
Il derby fra Telimar Palermo e CC Ortigia, costituisce uno dei più importanti derby della Sicilia. Le due città si sono sfidate complessivamente 38 volte tra Serie A1 e Serie A2, Coppa Italia ed Euro Cup (la prima volta nel massimo campionato Serie A1 2000-2001).

## Rosa 2024-2025
| N° |                        | Ruolo | Giocatore           |
| -- | ---------------------- | ----- | ------------------- |
|    | Stati Uniti (bandiera) | P     | Drew Holland        |
|    | Italia (bandiera)      | P     | Claudio Mandalà     |
|    | Italia (bandiera)      | P     | Samuele Taormina    |
|    | Italia (bandiera)      | D     | Pietro Mangiante    |
|    | Italia (bandiera)      | D     | Emanuele Marini     |
|    | Croazia (bandiera)     | D     | Luka Bajic          |
|    | Italia (bandiera)      | D     | Francesco Pettonati |
|    | Italia (bandiera)      | D     | Giorgio Giovinazzo  |

| N° |                      | Ruolo | Giocatore           |
| -- | -------------------- | ----- | ------------------- |
|    | Italia (bandiera)    | A     | Edoardo Fabiano     |
|    | Italia (bandiera)    | A     | Giorgio Boggiano    |
|    | Italia (bandiera)    | A     | Andrea Giliberti    |
|    | Malta (bandiera)     | A     | Jake Muscat         |
|    | Argentina (bandiera) | CB    | Tomas Alfonso Pozo  |
|    | Italia (bandiera)    | CB    | Francesco Lo Cascio |
|    | Italia (bandiera)    | CV    | Riccardo Lo Dico    |
|    | Italia (bandiera)    | CV    | Andrea Piscitello   |

| Allenatore: | Marco Baldineti |

### Staff tecnico
Staff tecnico aggiornato all'11 maggio 2020.
- Marco Baldineti - Allenatore
- - Allenatore in seconda
- - Preparatore dei portieri
- - Preparatore atletico
- - Dottore
- - Nutrizionista
- - Fisioterapista
- - Fisioterapista

## Contributo alle Nazionali
Convocati per i Giochi Olimpici:
- Gianmarco Nicosia, Tokyo 2020

## Palmarès

### Trofei Nazionali
- Serie A2 (pallanuoto maschile):(Girone Sud 1997/98 e 1999/2000)

### Trofei giovanili
- Campionato italiano Ragazzi: 1

2014
- Campionato italiano maschile U-17 B: 3

2009, 2010, 2014,